# Powstanie chłopskie w Korei (1893–1895)
Powstanie chłopskie w Korei miało miejsce w latach 1893–1895.
Jednym z głównych powodów wybuchu powstania była klęska głodu, która nawiedziła Koreę w roku 1893. Chłopi zaprzestali płacenia podatków, wypędzając dzierżawców i zajmując ziemie obszarników. Na czele powstania stanęła organizacja Tonghak, która z pomocą ludności wymusiła na władzach w Seulu ustępstwa.
Do kolejnych rozruchów doszło w roku 1894 po nałożeniu przez władze nowych podatków. Na czele armii chłopskiej stanął Jeon Bong-jun, który pobił siły rządowe w bitwie pod Peksan 7 kwietnia 1894 po czym ruszył na Seul zawierając ugodę z władzami. Wykorzystując trwającą I wojnę chińsko-japońską, chłopi wspierający Chińczyków pobili wojska japońskie w bitwie pod Iysz w listopadzie 1894. 23 listopada zostali jednak rozbici przez wojska rządowe i japońskie w bitwie pod Kongju. Po aresztowaniu i straceniu Jeon Bong-juna powstanie upadło.